# Adolf Pertot
Adolf Pertot, slovenski zborovodja in narodni delavec, * 2. februar 1903, Nabrežina, † 28. september 1982, Nabrežina. 

## Življenje in delo
Rodil se je v družini kamnoseka Gregorja Pertota v Nabrežini pri Trstu. Družina je bila med 1. svetovno vojno v begunstvu na Štajerskem. Že kot 15-letnik je pel v cerkvenem pevskem zboru, v letih 1919−1920 pa je v okviru Javne ljudske knjižnice v Nabrežini sodeloval v dramskem društvu. Leta 19126 se je v Trstu vpisal v glasbeno šolo pri Glasbeni matici in jo leta 1929 končal kot zborovodja. Že prej je prevzel vodstvo cerkvenega pevskega zbora, ki ga je prevzel po Vinku Vodopivcu. Zbor, ki ni gojil samo cerkveno, ampak tudi narodno in umetno pesem je vodil skozi najhujše čase fašističnega nasilja. Istočasno je bil tudi član organizacije TIGR. Ker je odklonil, da bi vodil italijanski pevski zbor so ga leta 1940 poslali v konfinacijo v pokrajino Avellino. Po prestani kazni se je leta 1941 vrnil v Nabrežino, 1943 pa je moral ponovno v konfinacijo v kraj Fassalone v Furlaniji. Po italijanski kapitulaciji se je vrnil k svojemu zboru. Decembra 1943 je bil med pobudniki in soustanovitelji slovenske šole, ki so jo odprli januarja 
1944 in je delovala do konca vojne. Februarja 1944 je moral z drugimi prebivalci Nabrežine v Nemčijo, od koder se je vrnil septembra 1945. Po vrnitvi je postal organist in zborovodja cerkvenega pevskega zbora v Nabrežini in na tem mestu osta do začetka 60-tih let 20. stoletja.